# Einar Blidberg

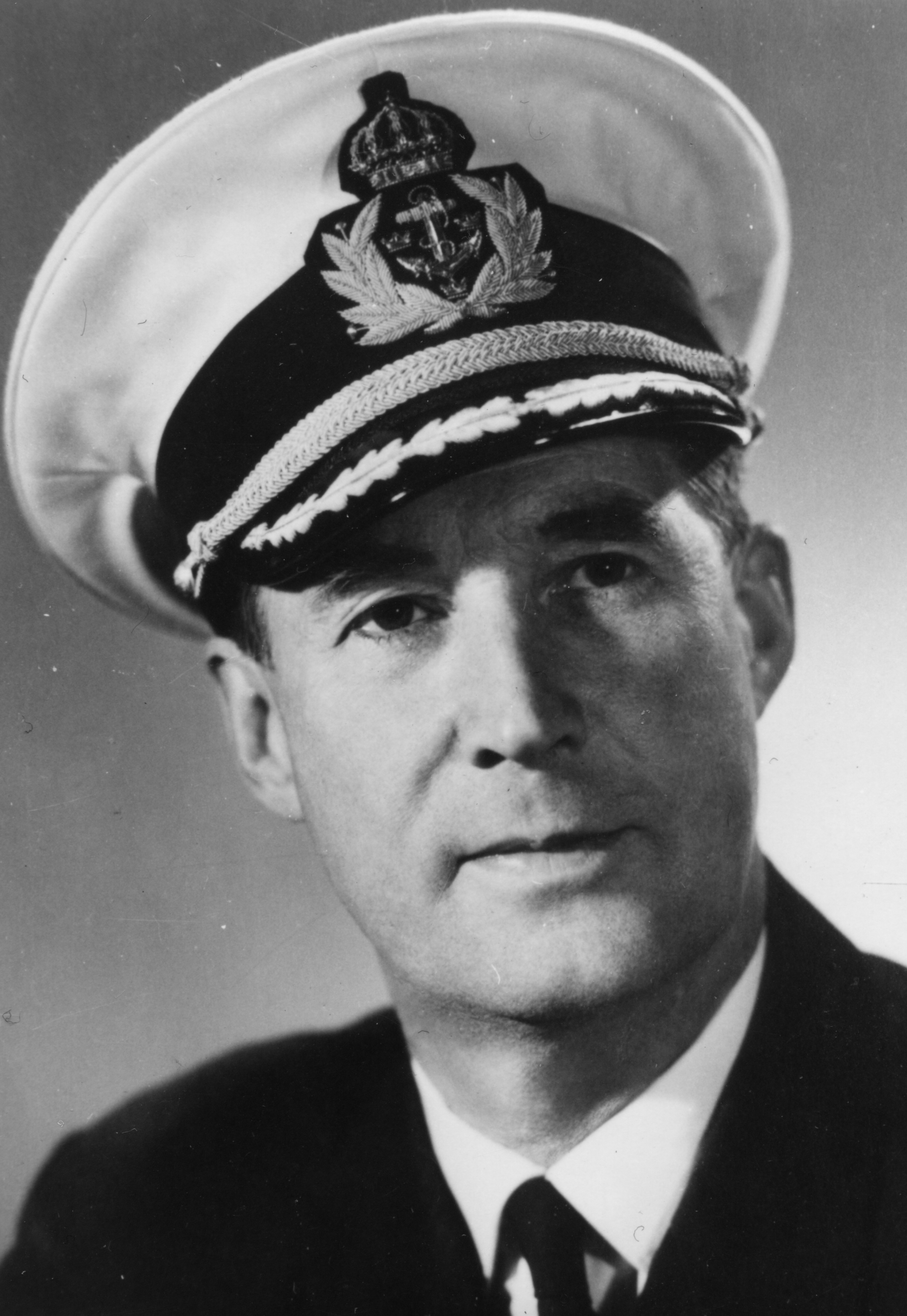
Einar Blidberg.

Carl Einar Blidberg, född den 20 september 1906 i Gudmundrå församling, död den 21 mars 1993 i Stockholm, var en svensk sjömilitär. 
Blidberg tog sjöofficersexamen vid Kungliga Sjökrigsskolan 1928 och utnämndes då till fänrik. Han befordrades till underlöjtnant 1930, löjtnant samma år och kapten 1939. Han uppnådde graden viceamiral 1971. Bland kommenderingarna kan nämnas att han var chef för Kustflottan fram till 1966 och därefter chef för Ostkustens örlogsbas. 
Blidberg var ordförande i Sjöofficerssällskapet i Stockholm 1966–1971 och ordförande i Sjöhistoriska samfundet 1968–1987. Han var hedersledamot i Kungliga Örlogsmannasällskapet.
Einar Blidberg var son till häradsskrivare Tage Blidberg och Ragnhild Vilhelmina Ekelund. Han vilar på Galärvarvskyrkogården.

## Utmärkelser
- Riddare  av Svärdsorden, 1946.[2]
- Kommendör av Svärdsorden, 6 juni 1957.[3]
- Kommendör med stora korset av Svärdsorden, 28 november 1959.[4]
- Kommendör med stora korset av Svärdsorden, 6 juni 1968.[5]